# Туруф
Туруф (таб. Туриф) — село в Табасаранском районе Республики Дагестан (Россия). Входит в состав сельского поселения Сельсовет Тинитский.

## География
Село расположено в 7 км к юго-востоку от административного центра района — с. Хучни.

## Население
| 1895 | 1926 | 1939 | 1970 | 1989 | 2002 | 2010 |
| ---- | ---- | ---- | ---- | ---- | ---- | ---- |
| 448  | ↘443 | ↗529 | ↘521 | ↘469 | ↗517 | ↘389 |
| 2021 |      |      |      |      |      |      |
| ↘228 |      |      |      |      |      |      |